# Бютукаєв Аслан Авгазарович
Бютука́єв Асла́н Авгаза́рович (нар. 22 жовтня 1974, Катир-Юрт, СРСР — 20 січня 2021, Катар-Юрт, Чечня), також відомий як Амі́р Хамза́т — чеченський військовий діяч, командувач Вілаяту Нохчійчо (квітень 2014—2015), 2-й амір Вілайяту Кавказ Ісламської Держави.

## Життєпис
Аслан Бютукаєв народився у селі Катир-Юрт Ачхой-Мартановського району Чечні. До 2010 року був маловідомим польовим командиром, однак після розладу між Доку Умаровим та низкою керівників кавказького спротиву, серед яких були Тархан Газієв, Муханнад, Асламбек Вадалов та Хусейн Гакаєв, Кавказький емірат опинився на межі існування і залишився у сфері впливу Умарова лише завдяки зусиллям людей Бютукаєва. На знак подяки Умаров призначив Аміра Хамзата командиром Західного напряму спротиву емірату та керівником батальйону смертників «Ріядус Саліхін».
Амір Хамзат підготував до здійснення терористичного акту 20-річного Магомеда Євлоєва, що з'явився у таборі бойовиків за півроку до здійснення вибуху в аеропорту «Домодєдово» 24 січня 2011 року. За десять днів до теракту Євлоєв записав спільне з Доку Умаровим та Асланом Бютукаєвим відео, у якому було повідомленно про важливе завдання в Росії, до якого готували хлопця. В ході розслідування інформацію про причетність Бютукаєва до підготовки смертника підтвердив затриманий керівник групи бойовиків з Ачхой-Мартановського району Хасу Баталов.
28 березня 2011 року в пресі з'явилася інформація про загибель Аміра Хамзата внаслідок авіадару ВПС РФ по базі бойовиків, розташованій поблизу села Верхній Алкун в Інгушетії. Втім, бойовики смерть Бютукаєва заперечили, а 11 червня того ж року він брав участь у записі відеозверення Доку Умарова, приуроченого до вбивства екс-полковника Буданова, чим остаточно розвіяв чутки про власну смерть.
У червні 2011 року наказом Доку Умарова був призначений заступником аміра по західному напряму Вілаяту Нохчійчо . Після офіційного оголошення про смерть Умарова перейняв обов'язки командуючого Вілаятом Нохчійчо у квітні 2014 року.
Був організатором та куратором боїв у Грозному 4 грудня 2014 року, які за словами бійців Кавказького емірату було спрямовано на повалення влади муртадів. Внаслідок збройних сутичок з силовими структурами Російської Федерації загинули 9 повстанців та невизначена кількість представників силових структур (за версією російської влади — 10, за версією «Kavkaz Center» — 70-80).
Загинув 20 січня 2021 року разом з чотирма іншими чеченськими повстанцями в бою з кадировськими силовиками на околиці села Катар-Юрт в Чечні.